# Semyon Ilyich Bogdanov
Semyon Ilyich Bogdanov (tiếng Nga: Семён Ильич Богданов; 10 tháng 9 [lịch Nga cũ: 29 tháng 8] 1894 - 12 tháng 3 năm 1960) là Nguyên soái lực lượng xe tăng của Liên Xô, và hai lần Anh hùng Liên bang Xô viết.
Sau khi Đức xâm lược Liên Xô, ông là Phó tư lệnh Tập đoàn quân 5 (1941–1942), Tư lệnh Quân đoàn cơ giới 6 (1942–1943), và sau đó là Tư lệnh Tập đoàn quân xe tăng 2, được chuyển thành Tập đoàn quân cận vệ 2. Tập đoàn quân xe tăng tháng 11 năm 1944.
Các đơn vị dưới quyền chỉ huy của Semyon Bogdanov đã tham gia Trận Moskva (1941), trong các chiến dịch Korsun-Shevchenkovsky, Uman-Botoshany, Belarus, Vistula-Oder, Đông Pomeranian và Chiến dịch Berlin (1945). Tập đoàn quân xe tăng cận vệ 2 của ông là Tập đoàn quân đầu tiên của Liên Xô tiến vào Berlin trong các hoạt động chiến đấu.
Ông được phong quân hàm Nguyên soái Tăng thiết giáp vào ngày 1 tháng 6 năm 1945. Tháng 4 năm 1947, ông được bổ nhiệm làm Tư lệnh lực lược tăng - thiết giáp của Quân đội Liên Xô đồn trú ở Đông Đức. Tháng 8 năm 1948, ông trở thành Phó Tư lệnh binh chủng Tăng thiết giáp Liên Xô; tháng 11 cùng năm, trở thành Tư lệnh.
Ông được phong là Anh hùng hai lần vào tháng 3.1944 và tháng 4.1945, được thưởng hai Huân chương Lenin, bốn Huân chương Cờ Đỏ, Huân chương Suvorov hạng nhất và hạng nhì cùng nhiều huân, huy chương khác của Liên Xô và nước ngoài.